# Acahualincai lábnyomok

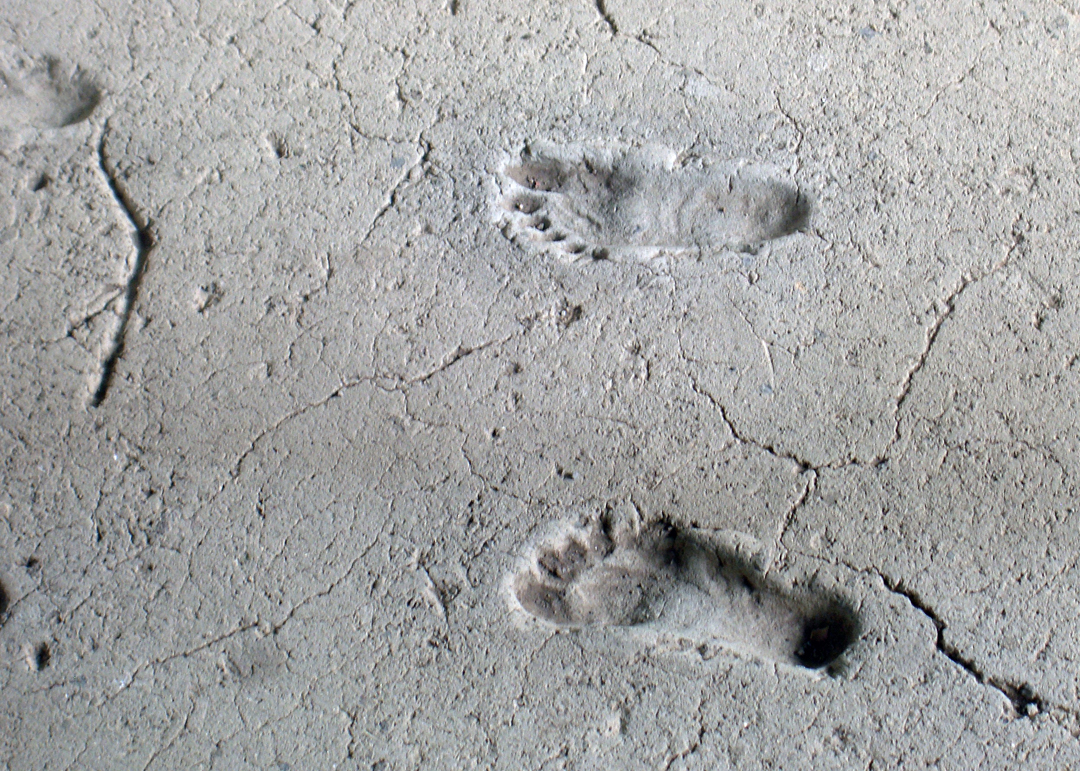
Részlet a lábnyomokból

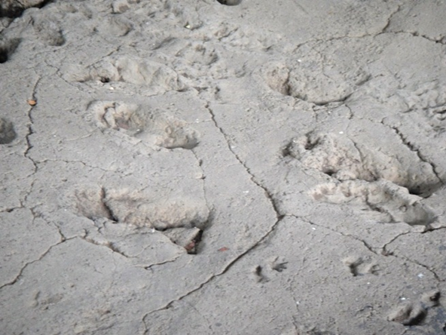
Másik részlet

Az acahualincai lábnyomok legalább 6000 éve fennmaradt emberi és állati lábnyomok a nicaraguai Managua területén. Gázlómadarak és szarvasok nyomai mellett mintegy 12 ember (felnőtt férfiak és nők, valamint gyerekek) nyomai találhatók meg köztük, akikről kezdetben azt feltételezték, hogy egy vulkánkitörés elől menekültek, később arra gondoltak, a tó felé gyalogoltak. Ezek a közép-amerikai emberi jelenlét ma ismert legrégebbi bizonyítékai.
A lelet első részletét 1874-ben fedezték fel, majd 1977-ben egy Jorge Espinoza vezette ásatás során egy ehhez közeli helyen négy méter mélységben talált nyomokról is bebizonyították, hogy azonos korból származnak a több mint egy évszázaddal korábban megtalált többi nyommal. 2015. június 11-én a köré épült, 1953-ban megnyitott múzeumhoz tartozó egyik fal egy nagy esőzés következtében leomlott, így az intézményt ideiglenesen be kellett zárni. Hogy a nyomok mikor keletkeztek, arról sokáig több feltételezés is volt, például az, hogy körülbelül az időszámításunk előtti első század elején. Azonban 2017-ben, amikor a múzeum még mindig zárva volt, a Kaliforniai egyetem két kutatójának, Hector Neffnek és Szakai Szacsikónak a vizsgálata bebizonyította, hogy a nyomok időszámításunk előtt 4403 és 6423 között bekövetkezett vulkáni tevékenység következtében temetődtek be, tehát 6–8000 évvel ezelőtt keletkeztek.
A nyomokat bemutató múzeum kiállításában egyéb régészeti leletek, például kerámiák, temetkezési maradványok, egy koponya, régi eszközök és mamutcsontok is láthatók, valamint egy kis könyvtárat is berendeztek.